# 捷孚凯
捷孚凯（舊稱，紐倫堡消費者研究協會），是家總部位於德国纽伦堡的消費市場研究公司及全球市場研究組織，隸屬於尼爾森愛科。

## 历史
前身是1934年由后来的德国经济部长路德维希·艾哈德等人成立于德国纽伦堡的市场调研机构。1980年成为商业化的有限公司，1990年成为今天这样的股份公司。早先GfK公司致力于市场和销售调研。今天，消费、市场和销售调研仍然占其主要业务的58%，并进行德国范围内的电视收视调查。目前公司总部仍然在纽伦堡，是德国最大、全球第四大的市场调研公司，2005年GfK收购了同样是全球市场研究前10位的NOP集团，这样GfK就成为全球屈指可数的几个营业额超过十亿欧元的公司之一。除了在德国总部的13家子公司之外，GfK在100多个国家中拥有超过115家公司。目前，在GfK集团有超過10,000名员工，其中80%的员工是其它非德国分公司的员工。2006年GfK又购买中国的科思瑞智市场研究公司(CRC) 和印度的Mode公司的大部分股权，GfK集团扩大了其在亚洲及环太平洋的两个主要区域经济国家的专项研究业务。收购NOP之后，集团医疗调查的业务排到全球第二。而GfK的耐用消费品调查，在全球位居第一，并且是唯一一家能够在全球范围内统一调研的市场研究机构。该机构已与香港三家免费电视台和香港广告业界签署合作协议负责调查香港三家免费电视台的收视率。

## 规模
在2007年經過整合後，目前GfK集團共包含三大事業體：專案調查、零售銷量及媒體。三大事業體合併計算，整個集團於2007年度的總營收達到了1,603百萬美元，相當於1,282百萬歐元。
|                | 2005年          | 2004年          | 2003年          | 2002年          |
| -------------- | --------------- | --------------- | --------------- | --------------- |
| 销售额         | 900.0 百万 欧元 | 660.0 百万 欧元 | 590.0 百万 欧元 | 568.0 百万 欧元 |
| 员工人数       | 7,511           | 5,484           | 5,032           | 5,069           |
| 在德国员工人数 | 1,577           | 1,502           | 1,459           | 1,465           |